# Канавас, Тед
Теодо́р Дж. «Тед» Ка́навас (англ. Theodore J. «Ted» Kanavas; 29 апреля 1961 — 3 июля 2017) — американский политик-республиканец, член Сената штата Висконсин от 33-го избирательного округа (2001—2011). Бизнесмен. Являлся президентом, партнёром и соучредителем ООО «Michael Best Strategies» (2014—2017), представляющего собой лоббистскую юридичксую фирму, являющуюся отделением ТОО «Michael Best & Friedrich». Был членом Американо-греческого прогрессивного просветительского союза (AHEPA) и Американского законодательного совета (ALEC).

## Биография
Родился 29 апреля 1961 года в семье греков.
Вырос и окончил среднюю школу в Брукфилде (Висконсин).
В 1983 году получил степень бакалавра гуманитарных наук в области политологии в Висконсинском университете в Мадисоне. Будучи студентом, работал помощником конгрессмена Джима Сенсенбреннера.
В 1986—1987 годах посещал Школу права Университета имени Пеппердайна.
В 1990 году губернатор Висконсина Томми Томпсон назначил Канаваса в Департамент по вопросам администрации, где он занимался перераспределением границ политико-административного деления Висконсина.
В 1999—2002 годах — член школьного совета школьного округа Элмбрук.
До начала политической карьеры в Сенате Висконсина в течение 12 лет был занят в индустрии программного обеспечения, в которой продолжал работать в качестве старшего руководителя в софтверной компании «HarrisData». В 1990-х годах вместе с двумя друзьями из Калифорнии основал фирму «Premier Software Technologies», которая была продана компании «Active Software».
В 2001—2011 годах — член Сената штата Висконсин от 33-го избирательного округа. Переизбирался в 2002 и 2006 годах. Будучи сенатором, занимался созданием рабочих мест и развитием экономики.
Являлся членом Греческой православной церкви Благовещения, а также Исторического общества Элмбрука.
Умер 3 июля 2017 года от рака.

## Личная жизнь
В браке с супругой Мэри имел троих детей. Проживал в Брукфилде.